# Michelle Cameron (gymnastique)
Pour les articles homonymes, voir Michelle Cameron et Cameron.
Michelle Helen Cameron, née le 10 avril 1980, est une gymnaste rythmique sud-africaine.

## Biographie
Michelle Cameron est diplômée en danse à la National School of the Arts en 1998 et obtient un Bachelor of Science en médecine en 2004 à l'université de Pretoria.
Aux Championnats d'Afrique de gymnastique rythmique 1994, elle est médaillée de bronze au concours général individuel et médaillée d'or au ballon et au cerceau.
En 1995, elle remporte la médaille d'or au concours général individuel ainsi qu'au ballon, aux massues et au ruban aux Jeux africains à Harare.
Elle est à nouveau médaillée d'or du concours général individuel aux Championnats d'Afrique de gymnastique rythmique juniors 1996 à Walvis Bay ainsi qu'aux Championnats d'Afrique de gymnastique rythmique 1998. Aux Jeux africains de 1999, elle est médaillée d'or au deuxième concours général individuel, médaillée d'argent par équipes et médaillée de bronze au premier concours général individuel. Au niveau national, elle est notamment championne d'Afrique du Sud au concours général individuel en 1996, 1998 et 1999,. Elle met un terme à sa carrière de gymnaste en 2000.
Elle devient ensuite entraîneuse de gymnastique rythmique en 2001 prenant en charge le Tuks Rhythmic Gymnastics Club et l'équipe nationale sud-africaine.